# NApOc Ary Rongel (H-44)
Le NApOc Ary Rongel (H-44) est un brise-glace et navire de soutien océanographique avec la certification glace de la Marine brésilienne.

## Historique
Il a été construit par la Eide Marine Services (en) de Høylandsbygd en Norvège en tant que Polar Queen et lancé le 22 janvier 1981.
Il a été acquis par la marine brésilienne en 1994 pour le programme antarctique brésilien (PROANTAR - Brazilian Antarctic Program (en) et incorporé le 25 avril 1994 pour remplacer le NApOc Barão de Teffé (H-42). Sa mission principale est de fournir un soutien logistique à la Base antarctique Comandante Ferraz(EACF) et aux refuges et camps antarctiques utilisés par PROANTAR. Parallèlement, il collecte des données hydrographiques, océanographiques et météorologiques à l’appui des activités du Centre d’hydrographie de la marine (CHM) et des projets scientifiques développés par PROANTAR. La capacité de chargement du navire en service naval est de 2.400 m3. Le navire dispose d'un effectif de 70 personnes, dont 19 officiers et de la place pour 22 scientifiques.
Il devrait être mis hors service en 2016.

## Galerie

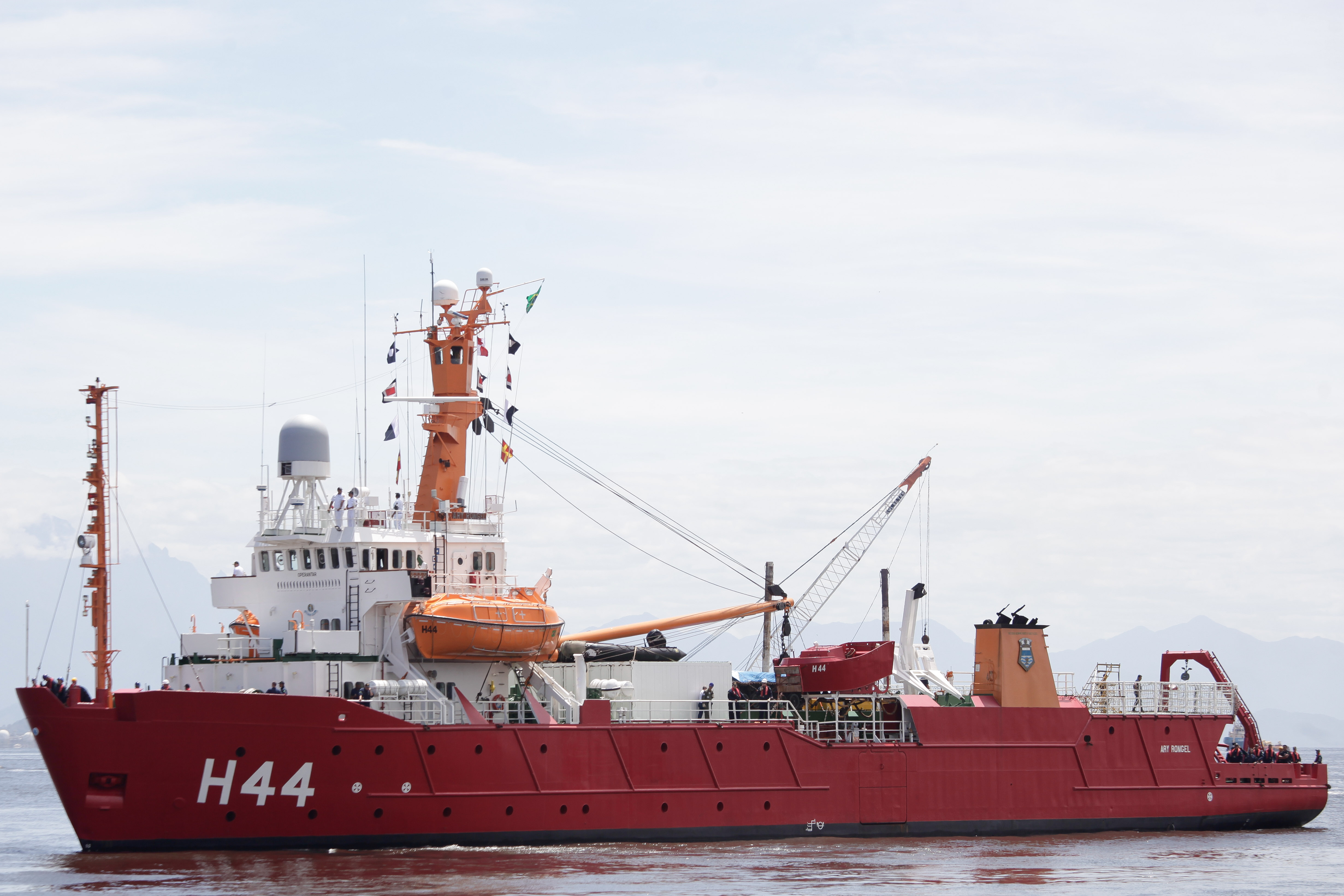
Ary Rongel
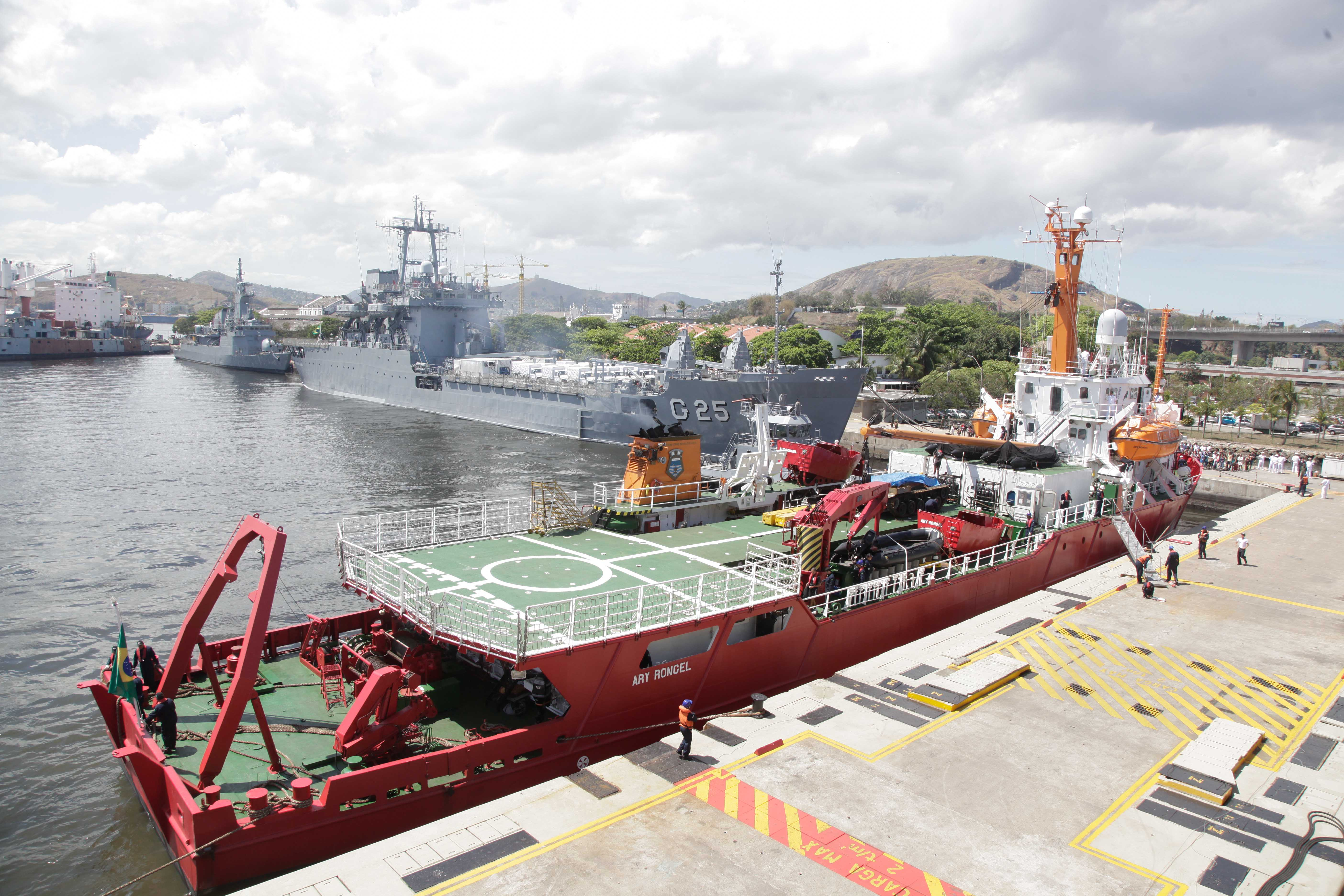
Ary Rongel

### Note et référence
- (pt) Cet article est partiellement ou en totalité issu de l’article de Wikipédia en portugais intitulé « Ary Rongel (H-44) » (voir la liste des auteurs).